# 星形截角立方体
在幾何學中，星形截角立方體是一種鳶形二十四面體的星形多面體，由互相相交的三角形和八角星組成，其索引為U19，對偶多面體是大三角化八面體。

## 性質
星形截角立方體共有14個面、36條邊和24個頂點，在14個面中，有8個正三角形和6個八角星，且每個頂點都是2個八角星和1個三角形的公共頂點，頂點圖可以用8/3.8/3.3表示。在施萊夫利符號中計為 t{4/3,3}，其代表著經過截角變換的{\displaystyle \left\{{\frac {4}{3}},3\right\}}圖形。考克斯特記號中可以用表示。

### 結構
星形截角立方體的結構可以視為立方體透過一種名為「星形截角」的多面體變換構造。
將立方體截角變換，截到截面交會後繼續截，但將交會的部分切去，並反向延長，然後持續截更深並延長直到延長的面也交會，並繼續截更深同時也繼續增加延長的面，直到延長的面交錯並凸出。
|  |  |  |  |
|  |  |  |  |
|  |  |  |  |

其也可以視為在立方體的正方形面角落擺上直角三角錐，因此每個頂點旁都會被擺上三個直角三角錐。
|  |  |  |

### 二面角
星形截角立方體有兩種二面角，包括了八角星-三角形二面角和八角星-八角星二面角。其中八角星-八角星二面角為直角；八角星-三角形二面角為三的平方根倒數之反餘弦值：
{\displaystyle \cos ^{-1}({\frac {\sqrt {3}}{3}})\approx 0.9553166\approx 54.7356^{\circ }}

### 尺寸
若邊長為1，則星形截角立方體的外接球半徑為：
{\displaystyle {\frac {\sqrt {7-4{\sqrt {2}}}}{2}}\approx 0.57947082551833871527}
體積{\displaystyle V}與表面積{\displaystyle A}為：
{\displaystyle V={\frac {21-14{\sqrt {2}}}{3}}\approx 0.400337}
{\displaystyle A=-12+12{\sqrt {2}}+2{\sqrt {3}}\approx 8.434664}

### 頂點座標
若星形截角立方體的邊長為1個單位長，則頂點座標為：
{\displaystyle (\pm {\frac {{\sqrt {2}}-1}{2}},\pm {\frac {1}{2}},\pm {\frac {{\sqrt {2}}-1}{2}})}
{\displaystyle (\pm {\frac {{\sqrt {2}}-1}{2}},\pm {\frac {{\sqrt {2}}-1}{2}},\pm {\frac {1}{2}})}
{\displaystyle (\pm {\frac {1}{2}},\pm {\frac {{\sqrt {2}}-1}{2}},\pm {\frac {{\sqrt {2}}-1}{2}})}

## 正交投影
| 建立於 | 八角星面 | 正三角形面 | 八角星-八角星 交棱 |
| ------ | -------- | ---------- | ------------------ |
| 圖像   |          |            |                    |

## 相關多面體
星形截角立方體與另外三種多面體有著相同的頂點布局，他們分別為小斜方截半立方體、小立方立方八面體和小斜方立方體。
| 小斜方截半立方體 | 小立方立方八面體 | 小斜方立方體 | 星形截角立方體 |

### 對偶複合體
星形截角立方體與其對偶的複合體為複合星形截角立方體大三角化八面體。其共有38個面、72條邊和38個頂點，其尤拉示性數為4，虧格為-1，有6個非凸面。

## 外部連結
- 埃里克·韦斯坦因. . MathWorld.
- . Facebook. （原始内容存档于2016-09-02）.